# Jan Jindřichův z Kamýku
Jan Jindřich z Kamýka (zřejmě začátek 14. století – 1370) pocházel z manského rodu Kamýků z Pokratic, byl 22. proboštem litoměřické kapituly sv. Štěpána v letech 1362–1368. Datum narození není známo.

## Původ
Zříceniny hradu Kamýk se nacházejí severozápadně od Litoměřic. Přívlastek „z Kamýka“ je v souvislosti se zmínku z roku 1319, kdy předek Jana Jindřicha rytíř Jindřich střežil z hradu Kamýk strategický tok Labe, který byl v té době nejvýznamnějším obchodním spojením severozápadních Čech s Míšní. V roce 1352 král však udělil hrad Kamýk v manství Zbyňku Zající z Házmburku a Jindřich z Kamýka získal tehdy tvrz v Pokraticích, kde se rod usadil. Začali se pak zapisovat jako „Kamýčtí z Pokratic“. Rod měl pak úzkou vazbu na kostel sv. Vojtěcha na okraji Litoměřic směrem k Pokraticích. Tvrz Kamýckých z Pokratic se nedochovala a její původní lokalita nebyla zatím s jistotou určena.
Jan Jindřich z Kamýka (starší) byl dobrodincem řádu minoritů. Jeho syn, stejného jména, se pak stal duchovním.

## Kariéra
Po úspěšném studiu teologie se stal nejpozději roku 1353 farářem litoměřického městského kostela Všech svatých. Karel IV. ho povolal do Prahy jako dvorního kaplana, v důsledku čehož musel rezignovat na místo litoměřického faráře. Nejednalo se však o nepřipravený proces, protože Karel IV. pro Jana Jindřicha z Kamýka od papeže Inocence VI. získal již 23. února 1352 expektační breve (příslib na získání obročí) na kanonikát v Míšni. Roku 1353 požádal Karel IV. papeže o budoucí uvolněné kanonikáty v Praze, Olomouci a Břeclavi pro vybrané kněze, mezi nimiž byl i Jan Jindřich z Kamýka. 11. června 1353 obdržel první biskup litomyšlský Jan I. (1344–1353) papežský příkaz, aby se Jan Jindřich z Kamýka stal kanovníkem v Olomouci. 7. ledna 1362 byl konfirmován (listinou potvrzen) pro proboštství v kolegiátní kapitule sv. Štěpána v Litoměřicích. Stal se tak 22. proboštem kapituly.
Jako probošt byl patronem více farností (kolatur) a začal také uplatňovat prezenční právo svěřených farností. Např. v roce 1363 byl ke kostelu sv. Jiří v Litoměřicích po úmrtí tamního plebána Jana jmenován nový farář Mikuláš Mazonis. Tento fakt je považován za důkaz, že tento kostel vždy podléhal litoměřickým proboštům a ne městu Litoměřice. Za zmínku stojí, že ještě v roce 2011 se vede diskurs, zda ulice Svatojiřská (kde dříve stál zmíněný kostel sv. Jiří), patří k duchovní správě města Litoměřic se sídlem u kostela Všech svatých nebo katedrální farnosti sv. Štěpána.

## Závěr života
Jan Jindřich z Kamýka rezignoval na obročí proboštství a zemřel patrně roku 1370.